# NGC 781

NGC 781

NGC 781 في الفهرس العام الجديد، هي مجرة، تقع في كوكبة الحمل (كوكبة). اكتشفت في 16 أكتوبر 1784 بواسطة ويليام هيرشل.

## روابط خارجية
- NGC 781 على موقع ويكي سكاي: DSS2, SDSS, GALEX, IRAS, Hydrogen α, X-Ray, Astrophoto, Sky Map, Articles and images